# (2599) Veselí
(2599) Veselí – planetoida z pasa głównego asteroid okrążająca Słońce w ciągu 4 lat i 13 dni w średniej odległości 2,53 j.a. Została odkryta 29 września 1980 roku w Obserwatorium Kleť w pobliżu Czeskich Budziejowic przez Zdeňkę Vávrovą. Nazwa planetoidy pochodzi od miasta Veselí nad Lužnicí w Czechach, miejsca zamieszkania odkrywczyni. Przed nadaniem nazwy planetoida nosiła oznaczenie tymczasowe (2599) 1980 SO.